# Południowotyrolska Partia Ludowa
Południowotyrolska Partia Ludowa (niem. Südtiroler Volkspartei, SVP) – włoska regionalna partia polityczna o profilu chadeckim, założona 8 maja 1945. Partia regularnie uzyskuje kilkuosobową reprezentację w obu izbach włoskiego parlamentu.

## Historia
SVP funkcjonuje wyłącznie w Tyrolu Południowym, jej program opiera się na postulatach przyznania większych praw mniejszościom posługującym się językami niemieckim oraz ladyńskim, zamieszkałym w tej prowincji (włączonej do Włoch po I wojnie światowej).
Ugrupowanie w latach 90. weszło w taktyczny sojusz z Drzewem Oliwnym, w 2006 należało do bloku wyborczego L'Unione. W 2008 ugrupowanie podjęło współpracę wyborczą z Partią Demokratyczną, którą kontynuowano w następnych latach. W wyborach europejskich w 2019 partia zblokowała natomiast listy z Forza Italia, utrzymując tę współpracę także w 2024.
Do liderów partii należeli m.in. Michl Ebner oraz Siegfried Brugger.